# Maisoncelles-Pelvey
Maisoncelles-Pelvey is een gemeente in het Franse departement Calvados (regio Normandië) en telt 228 inwoners (1999). De plaats maakt deel uit van het arrondissement Caen.

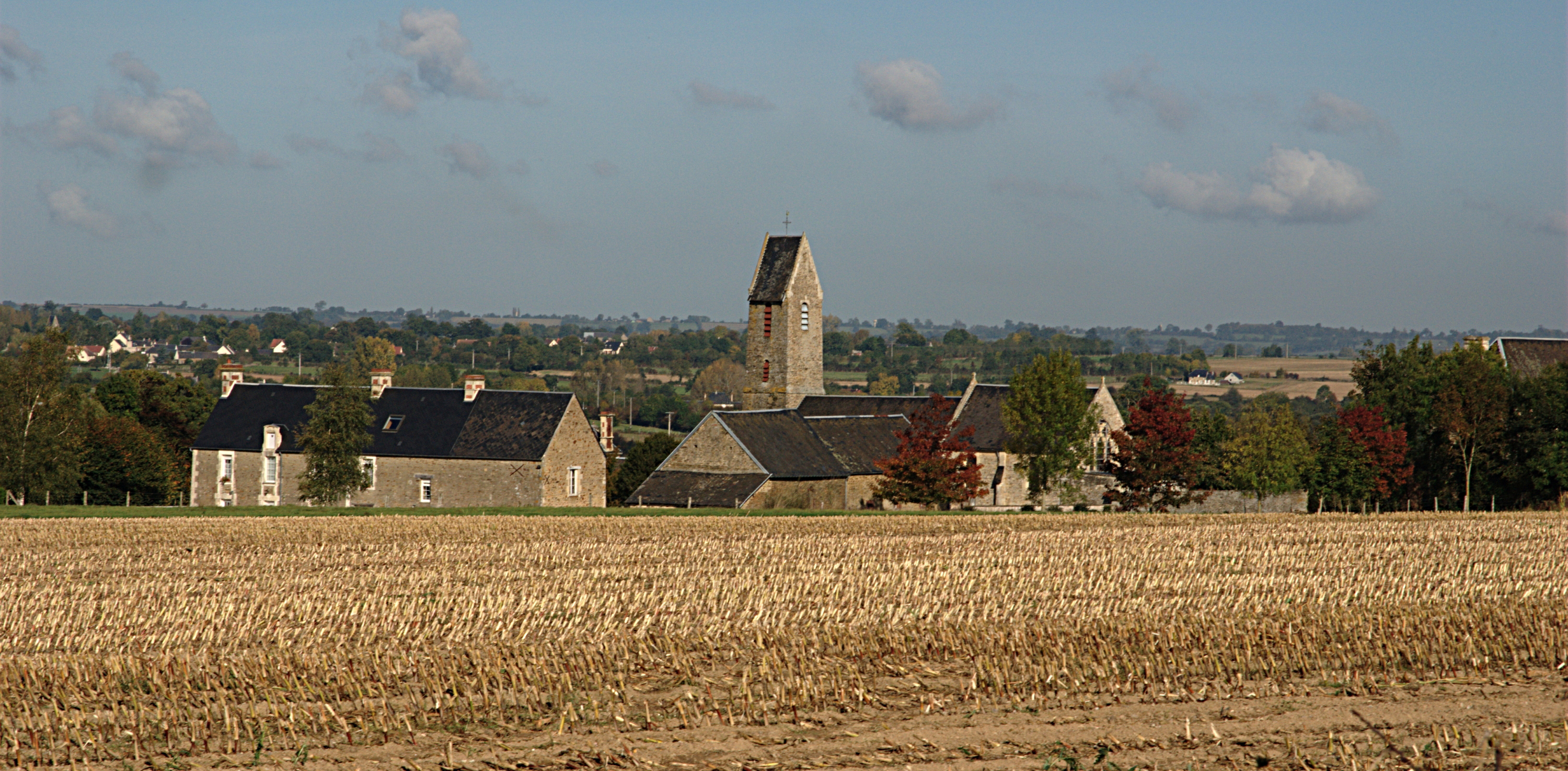
Maisoncelles-Pelvey
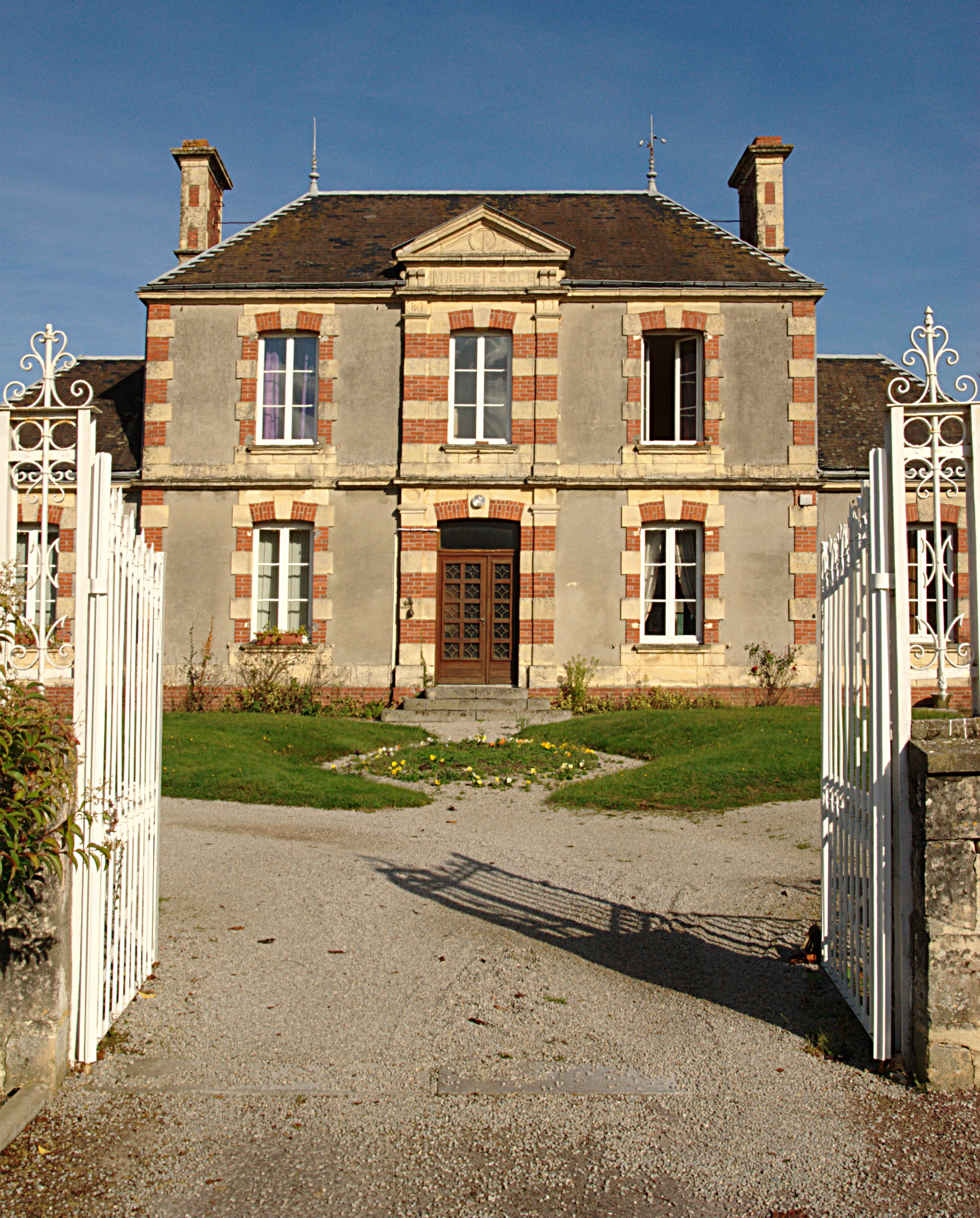
Gemeentehuis

## Geografie
De oppervlakte van Maisoncelles-Pelvey bedraagt 5,3 km², de bevolkingsdichtheid is 43,0 inwoners per km².
De onderstaande kaart toont de ligging van Maisoncelles-Pelvey met de belangrijkste infrastructuur en aangrenzende gemeenten.

## Demografie
Onderstaande figuur toont het verloop van het inwonertal (bron: INSEE-tellingen).
Vanwege een beveiligingsprobleem met de MediaWiki Graph-software is het momenteel niet mogelijk deze grafiek weer te geven. Zodra de software is bijgewerkt zal de grafiek vanzelf weer zichtbaar worden.
1. ↑  Populations de référence 2022.